# Pidonia leidyi
Pidonia leidyi är en skalbaggsart som först beskrevs av Henry Frederick Wickham 1913.  Pidonia leidyi ingår i släktet Pidonia och familjen långhorningar. Inga underarter finns listade i Catalogue of Life.